# Orissania
Orissania is een geslacht van spinnen uit de familie springspinnen (Salticidae). De typesoort van het geslacht is Orissania daitarica.

## Soorten
De volgende soorten zijn bij het geslacht ingedeeld:
- Orissania daitarica Prószyński, 1992